# Belostoma flumineum
Belostoma flumineum — вид водяних клопів родини Belostomatidae, один з 9 північноамериканських видів роду. Активні хижаки зі сплощеним тілом, які мешкають у прісних водоймах у Північній Америці. Звичайний вид на півдні Канади, у США та Мексиці.

## Опис
Середнього розміру клоп, довжина тіла складає 2-2,5 см. Передні ноги хапальні. Мембрана передніх крил, на відміну від інших північноамериканських представників родини, не зменшена.

## Спосіб життя
Мешкають у мілких водоймах: калюжах, болотах, ставках, на рисових полях. Якщо клопа потривожити, набуває вигляду мертвого. Якщо взяти в руки, може боляче вколоти хоботком.
Самиця відкладає яйця на спину самцю. Зафіксовані рідкісні випадки відкладання яєць на спину іншій самиці, проте такі кладки не призводять до вилуплення личинок.

## Ареал
Поширений у південних провінціях Канади, по всіх Сполучених Штатах Америки, в Мексиці.
Зокрема в Канаді трапляється від півдня Манітоби до Ньюфаундленда та Британської Колумбії. У 2017 році вперше був знайдений на рівнинах Саскачевану з суворим кліматом. У США поширений від Нової Англії до Флориди, Луїзіани, Аризони, Каліфорнії